# سونی اریکسون اف۵۰۰
سونی اریکسون اف۵۰۰ (به انگلیسی: Sony Ericsson F500i) یکی از مدل‌های قدیمی تلفن‌های همراه مبتنی بر جاوای سونی اریکسون است که در ۲۰۰۴ معرفی شد. در حال حاضر این گوشی از چرخهٔ تولید شرکت خارج شده است.
این تلفن دارای ۱۲ مگابایت حافظهٔ داخلی بود و امکان استفاده از کارت حافظه در آن وجود نداشت. همچنین دوربین این تلفن قابلیت عکاسی و فیلمبرداری با کیفیت VGA را دارا بود. درعین‌حال اف۵۰۰ فاقد امکاناتی از قبیل بلندگو، رادیو، بلوتوث، جی‌پی‌اس و ورودی جک ۳٫۵ میلی‌متری بود.